# António Capucho
António d'Orey Capucho (ur. 3 stycznia 1945 w Lizbonie) – portugalski polityk, jeden z liderów Partii Socjaldemokratycznej, minister, parlamentarzysta krajowy, eurodeputowany III i IV kadencji.

## Życiorys
Absolwent instytutu nauk o organizacji i zarządzaniu. Od końca lat 60. zaangażowany w działalność opozycyjną (w ramach prodemokratycznych ugrupowań wyborczych). W 1974 został członkiem Partii Socjaldemokratycznej, opuścił ją jednak w 1975, po czym w 1976 powrócił w jej szeregi. W latach 1978–1983 i 1998–1999 pełnił funkcję sekretarza generalnego PSD, przez kilka lat był również jej wiceprzewodniczącym.
W latach 1980–1991 i 1995–2002 był deputowanym do Zgromadzenia Republiki II, III, IV, V, VII i VIII kadencji, przez kilka lat kierował frakcją parlamentarną socjaldemokratów. W latach 1981–1983 zajmował stanowisko sekretarza stanu podległego premierowi. Od 1983 do 1984 był ministrem ds. jakości życia, a od 1987 do 1989 ministrem ds. kontaktów z parlamentem.
Od 1989 do 1998 sprawował mandat posła do Parlamentu Europejskiego III i IV kadencji, pełniąc przez cały ten okres funkcję wiceprzewodniczącego PE. Od 2001 do 2011 sprawował urząd burmistrza (przewodniczącego câmara municipal) Cascais. W 2013 został wybrany na radnego Sintry z ramienia lokalnego ugrupowania konkurencyjnego wobec PSD. W konsekwencji w 2014 został wykluczony z Partii Socjaldemokratycznej.

## Odznaczenia
- Krzyż Wielki Orderu Infanta Henryka (Portugalia, 1997)
- Krzyż Wielki Orderu Zasługi Cywilnej (Hiszpania, 1984)
- Komandor Orderu Zasługi Wielkiego Księstwa Luksemburga (Luksemburg, 2010)[8][9]